# Xia yi zhan, xing fu
Xia yi zhan, xing fu (caratteri cinesi: 下一站, 幸福; titolo internazionale Autumn's Concerto, conosciuto anche come Next Stop, Happiness), è una serie televisiva taiwanese attualmente in onda, con protagonisti Ady An e Vanness Wu. Messa in onda per la prima volta a partire dal 4 ottobre 2009 sulle reti televisive TTV e SETTV, essa ha segnato il debutto televisivo dell'attore bambino Xiao Xiao Bin, di soli 5 anni, che attualmente recita anche nel drama Down With Love, con Jerry Yan ed Ella Chen.
Autumn's Concerto ha ottenuto un picco nello share di ascolti dell'8.23, durante l'episodio 18 messo in onda il 31 gennaio 2010; ha così rotto il record degli indici di ascolto, detenuto precedentemente dalla serie del 2005 The Prince who Turns into a Frog.

## Cast principale
- Ady An: Liang Mu Cheng
- Vanness Wu: Ren Guang Xi
- Tiffany Xu: He Yi Qian
- Chris Wu: Hua Tuo Ye
- Xiao Xiao Bin: Liang Xiao Le, figlio di Mu Cheng e Guang Xi

## Cast esteso
- Figaro Ceng: Jacko
- Iris Zeng: Zhang Ai Li
- Renzo Liu: Avvocato Lin
- Liu Rui Qi: Presidentessa Fang, madre di Guang Xi
- Xie Qiong Nuan: Matrigna di Mu Cheng, chiamata da quest'ultima "zietta"

## Trama
Ren Guang Xi (Vanness Wu) è un arrogante studente di legge che sembra condurre una vita perfetta: è l'unico successore di una grande e famosa azienda, ed è inoltre un talentuoso giocatore di hockey su ghiaccio, con tanta fortuna e carisma da vendere. Tuttavia, nella realtà, egli è estremamente solo e nella sua vita mancano gioia, risate e motivazione. Un giorno, egli incontra alla mensa della sua scuola Liang Mu Cheng (Ady An), la nuova venditrice di bentō. Mu Cheng è rimasta orfana in giovanissima età, tuttavia non ha mai lasciato che il suo passato avesse influenza sul suo presente, così vive la vita con grande passione e determinazione. Un'innocua scommessa tra i due li porta a conoscersi meglio; Guang Xi inizia lentamente a cambiare, mentre Mu Cheng gli insegna come dare e ricevere amore. Tutto sembra procedere per il meglio, finché improvvisamente Guang Xi dev'essere operato al cervello e, quando si sveglia dall'anestesia, non ricorda più nulla. La madre del ragazzo prega Mu Cheng di lasciarlo solo, e a lei non rimane nessuna scelta, sebbene abbia appena scoperto che sta aspettando un figlio proprio da Guang Xi.
Passano sei anni. Mu Cheng conduce una vita tranquilla in campagna insieme al suo figlioletto, mentre Guang Xi è fidanzato con He Yi Qian, dolce e bellissima pediatra che è rimasta al suo fianco per tutto il periodo di convalescenza dall'operazione. Il ragazzo è ora un avvocato di successo, tuttavia viene condannate a 240 ore di servizio comunitario dopo una rissa, avvenuta a causa di alcuni suoi ricordi che erano tornati a galla. Per coincidenza, egli deve scontare il servizio comunitario nel villaggio di Huan Tian, dove vive attualmente Mu Cheng. Egli inizia a passare del tempo con la ragazza e suo figlio, e sprazzi di ricordi affiorano alla sua mente trovando che Mu Cheng gli è familiare. Ad un certo punto, a Guang Xi viene regalato da uno sconosciuto un Vaso di Pandora, una memoria digitale che contiene alcune fotografie di lui e Mu Cheng insieme, scattate anni prima. La ragazza nega di averlo mai conosciuto prima che egli si trasferisse nel villaggio, ma la coppia si trova ora a dover recuperare sei anni di tempo.

## Adattamenti
- Next Stop, Happiness: The Novel (an adaptation) (Titolo originale: 《下一站，幸福》原創小說), scritto da Liang Wen Ru, pubblicato da Kadokawa Media (Taiwan) Co., Ltd. il 21 ottobre 2009. ISBN 9789862373583
- Next Stop, Happiness - Notes from Planet Dala: The Photobook (Titolo originale: 《下一站，幸福 達拉星球愛記事》寫真書), prodotto da Sanlih E-Television, pubblicato da Kadokawa Media (Taiwan) Co., Ltd. il 30 dicembre 2009. ISBN 9789862374382

## Promozioni
Il tour di promozione della serie avrà inizio solamente il 27 febbraio 2010, a causa degli impegni di Ady An che sta attualmente recitando in un'altra serie. Nel medesimo mese, il drama sarà trasmesso anche in Giappone.

In risposta agli altissimi indici di ascolto dell'episodio 18, Vanness Wu, Chris Wu, Tiffany Xu ed Apple hanno registrato un video pubblico di ringraziamento per i fan.